# Szentkirályi Zsigmond (bányamérnök)
Szentkirályi Zsigmond (Kolozsvár, 1804. május 14. – Kolozsvár, 1870. április 16.) bányamérnök, erdélyi bányakapitány, a Magyar Tudományos Akadémia levelező tagja (1845).

## Élete
Szentkirályi Mihály táblabíró és Radnótfáy Nagy Mária fia. Szülővárosában tanult, ugyanott a líceumban 1821-ben jogot végzett. Utána a királyi főkormányszéken írnokként dolgozott. 1826-ban  Nagyszebenben bányagyakornok lett, 1827–1828-ban a selmeci bányászati akadémián tanult, 1829. április 9-én végzett. 1831-től 1846-ig a zalatnai bányatörvényszék ülnöke, 1846-tól moldvabányai bányamester és bányatörvényszéki elnökhelyettes volt. A Magyar Tudományos Akadémia 1845. november 22-én levelező tagjának választotta.
1848. áprilistól az év végéig Oravicán bánsági főbányanagy-helyettesként működött, majd Kolozsvárra menekült, ahol Debreczeni Márton megbízásából pénzügyminiszteri biztosként az erdélyi aranybányászat működését igyekezett fenntartani.
1850-ben önigazolási eljárás keretében a temesvári haditörvényszék elé idézték. Év végén előbb feltételesen, később végleg visszakapta bányanagyi állását. 1854-ben a bánsági bányakapitányság ideiglenes vezetésével bízták meg, 1859. májusban kinevezését véglegesítették, ekkor bányatanácsosi címet is kapott. Időközben Zalatnára költözött. A bécsi geológiai intézet 1862-ben levelező tagjává választotta. 1865-ben nyugalomba vonult és visszaköltözött Kolozsvárra. 1867. augusztus 25-én megválasztották polgármesternek, hivataláról azonban betegsége miatt 1868. július 8-án lemondott. Két évvel később meghalt. A Magyar Tudományos Akadémián 1877. január 29-én Jakab Elek tartott fölötte emlékbeszédet.
Fő műve Az erdélyi bányászat ismertetése, nemzetgazdasági, köz- és magánjogi tekintetben (Kolozsvár, 1841).

## Emlékezete
- Jakab Elek: Emlékbeszéd Szentkirályi Zsigmond lev. tag fölött.